# Nagyzalacska
Nagyzalacska (szlovákul: Veľké Zalužice) Zalacska településrésze, egykor önálló község Szlovákiában, a Kassai kerület Nagymihályi járásában.

## Fekvése
Nagymihálytól 4 km-re keletre, a Széles-tó déli partján fekszik. Zalacska nyugati felét alkotja.

## Története
A 15. században többször már két faluként (Kis- és Nagyzalacska) szerepel okiratokban. 1427-ben 30 háztartás található Nagyzalacskán. 1549-ben  Nagyzalacskán 16 gazdaház és 7 zsellérház volt. A 18. századra a település meglehetősen tarka vallási képet mutatott, hiszen éltek itt római katolikusok, görögkatolikusok, evangélikusok és zsidók is. A leégett korábbi római katolikus templom helyett építették fel 1788-ban a mai templomot.
A 18. század végén, 1799-ben Vályi András így ír róla: „ZALACSKA. Kis, és Nagy Zalacska. Két tót falu Ungvár Várm. földes Uraik Gr. Sztáray, és több Uraságok, lakosaik katolikusok, Kis Zalacska Nagy Zalacskának filiája; határbéli földgyeik jó termékenységűek.”
Fényes Elek 1851-ben kiadott geográfiai szótárában így ír a faluról: „Zalacska (Kis- és Nagy-), Ungh v. orosz-tót falu, Verbócz közelében: 222 romai, 306 g. kath., 13 ref., 10 zsidó lak. Rom. kath. paroch. templommal. F. u. gr. Sztáray Albert örök.”
1910-ben 784-en, többségében szlovákok lakták, jelentős magyar kisebbséggel. 1920-ig Ung vármegye Szobránci járásához tartozott.
1973 óta a régi Kiszalacska és Nagyzalacska egyesítve alkotja Zalacska községet.

## Nevezetességei
- Szent Péter és Szent Pál apostoloknak szentelt, római katolikus templomát 1788-ban szentelték fel.

## Lásd még
- Zalacska
- Kiszalacska

## Külső hivatkozások
- Nagyzalacska Szlovákia térképén